# Dr. P (álbum)
Dr. P (también titulado como Sienten Miedo) es el álbum debut del rapero Dr. P. El álbum contó con la participación de Maso, Manny Montes, Jan & Junico, Abdi-L, Xiomara Guadalupe y el pastor José "Tito" Cabán.

## Lista de canciones
| N.º | Título                                 | Duración |  |
| 1.  | «Devuélvelo»                           | 3:24     |  |
| 2.  | «Yo Soy»                               | 3:35     |  |
| 3.  | «Padre Perdónales» (con Maso)          | 3:10     |  |
| 4.  | «Mi Corillo»                           | 3:47     |  |
| 5.  | «Interlude»                            | 0:54     |  |
| 6.  | «Muchos Trataron»                      | 2:48     |  |
| 7.  | «Sienten Miedo» (con Manny Montes)     | 3:46     |  |
| 8.  | «Si Fueras Mía» (con Jan & Junico)     | 3:29     |  |
| 9.  | «No Llegué»                            | 3:03     |  |
| 10. | «Gangster Divino» (con Jan & Junico)   | 3:46     |  |
| 11. | «Sube A Bordo» (con Abdi-L)            | 3:45     |  |
| 12. | «Rey de Reyes» (con Xiomara Guadalupe) | 2:52     |  |
| 13. | «Mensaje» (Pastor José "Tito" Cabán)   | 3:53     |  |